# 刘之纶
刘之纶（？—1630年），字元诚，四川宜宾县（今四川宜宾市）人，明朝末年政治人物，己巳之变时死于国难。

## 生平
家中世代务农，少年的时候跟从父亲兄弟致力耕种，有时砍柴在市场上卖。回来学习读书，在座位上铭刻“必为圣人”四字，里中由此称他为刘圣人。
天启初年，考中乡试。奢崇明造反时，他进见地方监司提出扼守反贼归路的计策，监司没有采用。
崇祯元年（1628年）考中进士，改庶吉士。刘之纶与同在史馆中读书的金声以及接纳为客人的申甫成为朋友，制造单轮火车、偏厢车、兽车，挖空木头做成西洋大炮小炮。
崇祯二年(1629年)冬，后金入侵，京师戒严。金声上书得以被皇帝召见，即推荐两位朋友。皇帝立即召见刘之纶、申甫。刘之纶谈论军事，条理清楚、口齿伶俐。皇帝十分高兴，授予申甫为京营副总兵，资助他十七万金召募士兵；改任金声为御史，监察他的军队；授予刘之纶兵部右侍郎，作为尚书闵梦得的副手协助处理驻京部队的军务。他因以新进入仕的身份进升于少卿之列而更加恭谦。
十一月三日，后金攻破遵化，十五日到达坝上，二十日逼近都城，从北向西而来。随后攻克良乡，回到卢沟桥，夜间杀死申甫的部队七千余人，黎明时偷袭杀死大帅满桂、孙祖寿，生擒黑云龙、麻登云而去。刘之纶在好友申甫战死后，他毅然自请抵御后金。请求率领京营，朝廷没有批准，又请求率领关外的四川兵，还是不准。于是他招募了一万人，分为八营，以八名副总兵为将。大臣们看到刘之纶骤然官升高位，受命视师，都非常嫉妒。有个叫文震孟的官员，指使人对他施加压力，说：“你应当辞去侍郎而换上科臣的头衔出征。”，刘之纶没有听从。
刘之纶率万人在雨雪纷飞中誓师，激励将士。率军离京，到达通州时，守城的将官拒不接纳。他和将士们只好冒雨雪宿营于古庙中。这时言官趁此攻击他逗留。刘之纶很气愤，给崇祯上疏，说：“小人嫉妒，有事推卸责任，没事则挑拨是非，只因为臣任侍郎职而惹起事端。请削去臣官，赐我这骸骨还乡。”崇祯阅了奏疏，没有同意。上奏军机，没有答复。
崇祯三年(1630年)正月，部队驻扎蓟州。当时，后金及蒙古诸部号称十余万，驻扎永平；勤王军队数万在蓟。刘之纶就与总兵马世龙、吴自勉约定，他们由蓟开往永平，牵制敌军不让他们行动，而自己率兵分八路进攻遵化。刘之纶出蓟州，率八营兵到达遵化，列兵城外八里的娘娘庙山，马世龙、吴自勉没有赴约。
守遵化的后金兵出城，击破刘之纶二营兵，但其余营兵仍不退。二十二日，代善率三万后金精骑赶到，大炮与箭矢齐发，将刘之纶的部队击溃，俘获一员裨将，供说：刘之纶驻营在娘娘庙山。代善挥军包围，命刘之纶投降，遭到拒绝，便下令发起攻击。刘之纶发炮还击，杀伤百余骑兵，再发炮不料炮身爆炸，引起军营自乱。左右将领劝他整队徐徐撤退，为将来做打算。刘之纶斥责说：“不许多言！我受到国家重恩，以死报国！”严令击鼓再战，双方矢如飞蝗，激战不休。眼看支持不住，刘之纶从身上解下所佩印绶，交给家人，说“拿着这个回去报告天子”，就此死去。全军皆哭，拔起营寨在野外作战，前后共七营兵士全部战死，剩存一营趁夜晚撤退。刘之纶的尸体送回，箭没入头颅，拔不出来。金声用牙齿咬出来，把尸体交还到他家人。
败报传到朝廷，崇祯嘉奖他的忠心，给予优恤。文震孟阻止说“刘之纶死于不肯退兵，这是分内的事情，侍郎的官职已夠尊崇。”于是没有赠官职，赏赐全部祭祀和一半的殓葬礼仪，任命他的一个儿子为官。过了很久，朝廷才追赠尚书。